# Asa Higuchi
Asa Higuchi (jap. ひぐち アサ Higuchi Asa; * 1970 in Urawa (heute: Urawa-ku, Saitama)) ist eine japanische Manga-Zeichnerin.
Higuchi studierte nach Abschluss der Oberschule Psychologie an der philosophischen Fakultät der Hōsei-Universität.
1998 nahm sie beim Shiki-Wettbewerb des Manga-Magazins Afternoon teil und gewann mit ihrer Kurzgeschichte Yuku Tokoro, die daraufhin in der August-Ausgabe des Afternoon erschien und damit ihre erste Veröffentlichung als professionelle Zeichnerin war. Von Februar bis Mai 2000 veröffentlichte Asa ihr erstes längeres Werk, Kazoku no Sorekara, im Afternoon. Das circa 230 Seiten umfassende Familiendrama wurde im Juni 2001 vom Kōdansha-Verlag auch als Sammelband herausgebracht.
Ebenfalls im sich an eine erwachsene, männliche Leserschaft richtenden Afternoon-Magazin erschien ihre aus ungefähr 480 Seiten bestehende Manga-Serie Yasashii Watashi. Der von Januar 2001 bis Februar 2002 veröffentlichte Seinen-Manga erschien auch in zwei Sammelbänden.
Der Durchbruch kam für die Zeichnerin mit dem Baseball-Manga Ōkiku Furikabutte. Erstmals im November 2003 erschienen, wird darin von einem Jugendlichen erzählt, der in der Mittelschule durch Familienbeziehungen zum Pitcher-Ass geworden ist und seine Fähigkeiten nun in der Oberschule zeigen soll. Der Manga erscheint weiterhin im Afternoon-Magazin und umfasst bislang (Stand: Mai 2012) 18 Sammelbände. Ōkiku Furikabutte ist in Japan kommerziell erfolgreich und erhielt bei der Verleihung des Osamu-Tezuka-Kulturpreises 2006 den mit einer Million Yen dotierten Newcomer-Preis. 2007 gewann sie den Kodansha-Manga-Preis, für den sie bereits im Vorjahr nominiert gewesen war.

## Werke
- Yuku Tokoro (ゆくところ), 1998
- Kazoku no Sorekara (家族のそれから), 2000
- Yasashii Watashi (ヤサシイワタシ), 2001–2002
- Ōkiku Furikabutte (おおきく振りかぶって), seit 2003